# Alessandra Cassani
Alessandra Cassani (1975) è un'ex nuotatrice italiana.
Ha conquistato una medaglia d'argento nella 4 × 50 m stile libero agli europei sprint di Gelsenkirchen (Germania) nel 1991 ed ha ottenuto un altro secondo posto nella 4 × 100 m stile libero alle Olimpiadi Universitarie del 1995.

## Palmarès
| Europei in vasca corta      | 4 × 50 m st. libero              |
| 1991 Gelsenkirchen Germania | Argento: 1'44"26 :               |
| Universiadi                 | 4 × 100 m st. libero             |
| 1995 Fukuoka Giappone       | Argento: 3'52"06 frazione: 58"31 |

### Campionati italiani
1 titolo individuale e 4 in staffette, così ripartiti:
- 1 nei 100 m stile libero
- 1 nella staffetta 4 × 200 m stile libero
- 3 nella staffetta 4 × 100 m mista
- nd = non disputata

| Anno | Edizione    | st.libero 100 m | st.libero 4 × 100 m | st.libero 4 × 200 m | mista 4 × 100 m |
| ---- | ----------- | --------------- | ------------------- | ------------------- | --------------- |
| 1994 | Primaverili | 1               | -                   | -                   | -               |
| 1995 | Primaverili | -               | -                   | 2                   | -               |
| 1995 | Estivi      | 3               | -                   | 2                   | -               |
| 1996 | Primaverili | -               | 2                   | 2                   | -               |
| 1996 | Estivi      | -               | -                   | 3                   | -               |
| 1997 | Primaverili | -               | 3                   | -                   | -               |
| 1998 | Primaverili | -               | 2                   | 1                   | -               |
| 1998 | Estivi      | -               | 2                   | -                   | 3               |
| 1999 | Estivi      | -               | 2                   | -                   | 1               |
| 2000 | Primaverili | -               | 2                   | -                   | 1               |
| 2000 | Estivi      | -               | 2                   | 3                   | 1               |